# Château de Glin
Le château de Glin est une maison de campagne géorgienne et un site du patrimoine national situé le long de la rivière Shannon à Glin, dans le comté de Limerick, en Irlande. Le château appartient à la Famille FitzGerald depuis plus de 700 ans et est le siège des Chevaliers de Glin.

## Histoire
Les FitzGeralds et les Fitzmaurices s'installent pour la première fois dans la région au XIIIe siècle, après l'invasion anglo-normande de l'Irlande, au château voisin de Shanid.

### Château
Au XIVe siècle, le seigneur de Desmond élève un fils illégitime au rang de chevalier héréditaire de Glin,. Il construit le château de Glin dans le village de Glin, qui devient le siège permanent des chevaliers de Glin,. Le château est attaqué pendant les rébellions de Desmond au XVIe siècle, la conquête cromwellienne de l'Irlande au XVIIe siècle, les soulèvements jacobites et l'application des lois pénales. En 1601, le château est assiégé par une armée anglaise et le fils du chevalier est kidnappé.

### Maison géorgienne
À la fin du XVIIe siècle, le château a été abandonné et la famille FitzGerald emménage dans une longue maison au toit de chaume adjacente au château. John Bateman FitzGerald, 23e chevalier de Glin, épouse Margaretta Maria Fraunceis Gwyn dans les années 1780 et utilise sa dot pour construire une nouvelle maison de style géorgien. Des éléments néoclassiques ultérieurs sont ajoutés au bâtiment,.
En 1923, un groupe de membres du Sinn Féin attaque le château.
En 1993, les FitzGeralds décident de transformer le château en hôtel pour aider à financer son entretien. L'hôtel ferme en 2008. En 2011, Desmond FitzGerald, 29e Chevalier de Glin, meurt sans héritier mâle. En 2015, le château est mis aux enchères chez Christie's par Lady FitzGerald, mais il n'est pas vendu. Pour garder le château dans la famille, il est acheté par Catherine FitzGerald, fille du dernier chevalier de Glin, et son mari Dominic West. Aujourd'hui, ils gèrent le château à la fois comme une maison familiale et comme un lieu de location complète,.